# 許翰
許翰（？－1133年），字崧老，拱州襄邑（今河南睢县）人。
狀元許安世之弟，中元祐三年（1088年）進士。宣和七年，召為給事中。剛正不阿，積極支持抗金，力諫种師道不當罷，“言師道名將，沈毅有謀，不可使解兵柄”，帝不聽。李纲《海康与许崧老书》稱：“蒙誨諭之厚，銘佩無已。”紹興元年辛亥（1131年），召復為端明殿學士。宋高宗紹興三年癸丑（1133年）五月卒，贈光祿大夫。

## 延伸阅读
[在维基数据编辑]
 《宋史/卷363》，出自脱脱《宋史》